# Liste des statues équestres de Paris
Cet article recense les statues équestres de Paris, en France.

## Liste

### Statues équestres
La liste suivante comprend de véritables statues équestres, c'est-à-dire des statues représentant un cavalier monté sur un cheval.
| Œuvre                                        | Auteur                                    | Lieu                                   | Arrdt.    | Date | Notes | Coordonnées                      | Illus. |
| -------------------------------------------- | ----------------------------------------- | -------------------------------------- | --------- | ---- | --- | -------------------------------- | ------ |
| Albert Ier                                   | Armand Martial                            | Cours la Reine                         | 8e        | 1938 | | 48° 51′ 53″ nord, 2° 19′ 06″ est |        |
| Monument au roi Alexandre Ier de Yougoslavie | Maxime Real del Sarte                     | Place de Colombie                      | 16e       | 1936 | | 48° 51′ 49″ nord, 2° 16′ 05″ est |        |
| Apollon chevauchant Pégase                   | Antonin Mercié                            | Palais du Louvre, guichet Lesdiguières | 1er       | 1877 | | 48° 51′ 37″ nord, 2° 20′ 00″ est |        |
| Simón Bolívar                                | Emmanuel Frémiet                          | Cours la Reine                         | 8e        | 1930 | | 48° 51′ 52″ nord, 2° 18′ 51″ est |        |
| Charlemagne et ses Leudes                    | Louis Rochet                              | Parvis Notre-Dame - place Jean-Paul-II | 4e        | 1882 | | 48° 51′ 11″ nord, 2° 20′ 54″ est |        |
| Cheval cabré                                 | Camilo Otero                              | Place Lucien-Herr                      | 5e        | 1980 | | 48° 50′ 31″ nord, 2° 20′ 53″ est |        |
| Édouard VII                                  | Paul Landowski                            | Place Édouard-VII                      | 9e        |      | | 48° 52′ 16″ nord, 2° 19′ 45″ est |        |
| Ferdinand Foch                               | Robert Wlérick et Raymond Martin          | Place du Trocadéro-et-du-11-Novembre   | 16e       | 1951 | | 48° 51′ 46″ nord, 2° 17′ 14″ est |        |
| La France renaissante                        | Holger Wederkinch                         | Pont de Bir-Hakeim                     | 15e       | 1930 | | 48° 51′ 21″ nord, 2° 17′ 16″ est |        |
| Gladiateur à cheval                          | Isidore Bonheur                           | Centre hospitalier Sainte-Anne         | 14e       | 1902 | | 48° 49′ 43″ nord, 2° 20′ 24″ est |        |
| Jacques Nicolas Gobert                       | David d'Angers                            | Cimetière du Père-Lachaise             | 20e       |      | Cardiotaphe                                                                                                 | 48° 51′ 32″ nord, 2° 23′ 47″ est |        |
| Guerrier à cheval                            | Astyanax Scaevola Bosio                   | Cirque d'Hiver                         | 11e       |      | | 48° 51′ 48″ nord, 2° 22′ 02″ est |        |
| Guerrière à cheval                           | Francisque Duret                          | Cirque d'Hiver                         | 11e       |      | | 48° 51′ 48″ nord, 2° 22′ 02″ est |        |
| Henri IV                                     | François-Frédéric Lemot                   | Pont Neuf                              | 1er       | 1818 | | 48° 51′ 26″ nord, 2° 20′ 28″ est |        |
| L'Inspiration guidée par la Sagesse          | Victor Peter                              | Palais de la découverte                | 8e        |      | | 48° 51′ 58″ nord, 2° 18′ 38″ est |        |
| Jeanne d'Arc                                 | Emmanuel Frémiet                          | Place des Pyramides                    | 1er       | 1874 | | 48° 51′ 50″ nord, 2° 19′ 56″ est |        |
| Jeanne d'Arc                                 | Paul Dubois                               | Place Saint-Augustin                   | 8e        | 1895 | | 48° 52′ 31″ nord, 2° 19′ 10″ est |        |
| Jeanne d'Arc                                 | Hippolyte Lefèbvre                        | Basilique du Sacré-Cœur de Montmartre  | 18e       | 1927 | Sur le contrefort du porche, côté est                                                                       | 48° 53′ 11″ nord, 2° 20′ 36″ est |        |
| Joseph Joffre                                | Maxime Real del Sarte                     | Place Joffre                           | 7e        | 1939 | | 48° 51′ 10″ nord, 2° 18′ 10″ est |        |
| La Fayette                                   | Paul Wayland Bartlett                     | Cours la Reine                         | 8e        | 1908 | | 48° 51′ 52″ nord, 2° 18′ 43″ est |        |
| Louis IX                                     | Hippolyte Lefèbvre                        | Basilique du Sacré-Cœur de Montmartre  | 18e       | 1927 | Sur le contrefort du porche, côté ouest                                                                     | 48° 53′ 11″ nord, 2° 20′ 35″ est |        |
| Louis XIII                                   | Charles Dupaty et Jean-Pierre Cortot      | Place des Vosges                       | 4e        | 1821 | | 48° 51′ 20″ nord, 2° 21′ 56″ est |        |
| Louis XIV                                    | François Joseph Bosio                     | Place des Victoires                    | 1er et 2e | 1822 | | 48° 51′ 57″ nord, 2° 20′ 28″ est |        |
| Louis XIV sous les traits de Marcus Curtius  | Gian Lorenzo Bernini et François Girardon | Palais du Louvre                       | 1er       | 1988 | Cour Napoléon ; réplique en bronze de l'original situé dans les jardins de Versailles                       | 48° 51′ 40″ nord, 2° 20′ 06″ est |        |
| Étienne Marcel                               | Jean-Antoine-Marie Idrac                  | Quai de l'Hôtel-de-Ville               | 4e        | 1882 | Au sud de l'hôtel de ville                                                                                  | 48° 51′ 21″ nord, 2° 21′ 08″ est |        |
| Mercure chevauchant Pégase                   | Antoine Coysevox                          | Place de la Concorde                   | 1er       | 1702 | Entrée du jardin des Tuileries ; moulage de l'original situé au Louvre en 1986                              | 48° 51′ 55″ nord, 2° 19′ 21″ est |        |
| Andranik Ozanian                             |                                           | Cimetière du Père-Lachaise             | 20e       |      | Tombe | 48° 51′ 39″ nord, 2° 23′ 55″ est |        |
| Le Poète chevauchant Pégase                  | Alexandre Falguière                       | Square de l'Opéra-Louis-Jouvet         | 9e        | 1897 | | 48° 52′ 18″ nord, 2° 19′ 45″ est |        |
| La Renommée chevauchant Pégase               | Antoine Coysevox                          | Place de la Concorde                   | 1er       | 1702 | Entrée du jardin des Tuileries ; moulage de l'original situé au Louvre en 1986 ; logo du champagne Jacquart | 48° 51′ 54″ nord, 2° 19′ 21″ est |        |
| José de San Martín                           | Louis-Joseph Daumas                       | Parc Montsouris                        | 14e       | 1960 | Réplique par Van Peborgh de la statue érigée sur la plaza General San Martín de Buenos Aires en 1892        | 48° 49′ 15″ nord, 2° 20′ 18″ est |        |
| La Science en marche en dépit de l'Ignorance | Victor Peter                              | Palais de la découverte                | 8e        |      | | 48° 51′ 59″ nord, 2° 18′ 38″ est |        |
| George Washington                            | Daniel Chester French                     | Place d'Iéna                           | 16e       | 1900 | | 48° 51′ 53″ nord, 2° 17′ 38″ est |        |

### Autres statues
La liste suivante comprend des statues représentant un cheval, de façon générale.
| Œuvre                                               | Auteur                    | Lieu                                               | Arrdt. | Date | Notes | Coordonnées                                                       | Illus. |
| --------------------------------------------------- | ------------------------- | -------------------------------------------------- | ------ | ---- | --- | ----------------------------------------------------------------- | ------ |
| Amiral                                              | Yasuo Mizui               | Bois de Boulogne                                   | 16e    | 1963 | | 48° 51′ 45″ nord, 2° 14′ 57″ est                                  |        |
| L'Âne                                               | François-Xavier Lalanne   | Parc Georges-Brassens                              | 15e    |      | | 48° 49′ 55″ nord, 2° 17′ 58″ est                                  |        |
| Cavalier arabe                                      | Jean-Jacques Feuchère     | Pont d'Iéna                                        | 16e    | 1853 | | 48° 51′ 37″ nord, 2° 17′ 29″ est                                  |        |
| Cavalier gaulois                                    | Auguste Préault           | Pont d'Iéna                                        | 7e     | 1853 | | 48° 51′ 34″ nord, 2° 17′ 35″ est                                  |        |
| Cavalier grec                                       | François Théodore Devaulx | Pont d'Iéna                                        | 16e    | 1853 | | 48° 51′ 37″ nord, 2° 17′ 28″ est                                  |        |
| Cavalier romain                                     | Louis-Joseph Daumas       | Pont d'Iéna                                        | 7e     | 1853 | | 48° 51′ 33″ nord, 2° 17′ 34″ est                                  |        |
| Le Centaure                                         | César                     | Place Michel-Debré                                 | 6e     | 1985 | | 48° 51′ 07″ nord, 2° 19′ 46″ est                                  |        |
| Le Centaure Nessus enlevant Déjanire                | Laurent Marqueste         | Jardin des Tuileries                               | 1er    | 1892 | | 48° 51′ 48″ nord, 2° 19′ 46″ est                                  |        |
| Le Cheval à la herse                                | Pierre Louis Rouillard    | Rue de la Légion-d'Honneur                         | 7e     | 1877 | Sur le parvis du musée d'Orsay                                                                               | 48° 51′ 38″ nord, 2° 19′ 30″ est                                  |        |
| Chevaux et Chien                                    | Georges Guyot             | jardins du Trocadéro                               | 16e    | 1937 | | 48° 51′ 42″ nord, 2° 17′ 22″ est                                  |        |
| Chevaux de Marly                                    | Guillaume Coustou         | Place de la Concorde                               | 1er    | 1745 | Moulages réalisés par Michel Bourbon en 1985 ; originaux au Louvre                                           | 48° 51′ 58″ nord, 2° 19′ 12″ est 48° 51′ 57″ nord, 2° 19′ 11″ est |        |
| Le Combat du Centaure                               | Gustave Crauk             | Mairie du 6e arrondissement                        | 6e     | 1900 | Dans la cour                                                                                                 | 48° 51′ 02″ nord, 2° 19′ 56″ est                                  |        |
| Corps expéditionnaire russe                         | Vladimir Sourovtsev       | Place du Canada                                    | 8e     | 2011 | | 48° 51′ 52″ nord, 2° 18′ 39″ est                                  |        |
| L'Harmonie triomphant de la Discorde                | Georges Récipon           | Grand Palais                                       | 8e     |      | | 48° 51′ 55″ nord, 2° 18′ 47″ est                                  |        |
| L'Immortalité devançant le Temps                    | Georges Récipon           | Grand Palais                                       | 8e     |      | | 48° 52′ 02″ nord, 2° 18′ 48″ est                                  |        |
| La Renommée retenant Pégase                         | Eugène-Louis Lequesne     | Opéra Garnier                                      | 9e     | 1868 | | 48° 52′ 19″ nord, 2° 19′ 53″ est 48° 52′ 20″ nord, 2° 19′ 56″ est |        |
| Quadrige du Carrousel                               | François Joseph Bosio     | Arc de triomphe du Carrousel                       | 1er    | 1828 | Copie des chevaux de Saint-Marc                                                                              | 48° 51′ 43″ nord, 2° 19′ 58″ est                                  |        |
| Les Quatre Fils Aymon                               | Yvan Theimer              | Rue des Quatre-Fils, façade du CARAN               | 3e     |      | | 48° 51′ 37″ nord, 2° 21′ 35″ est                                  |        |
| Fontaine des Quatre-Parties-du-Monde                | Emmanuel Frémiet          | Place Ernest-Denis                                 | 6e     | 1874 | Huit chevaux marins                                                                                          | 48° 50′ 28″ nord, 2° 20′ 12″ est                                  |        |
| La Renommée de l'agriculture                        | Emmanuel Frémiet          | Pont Alexandre-III                                 | 7e     |      | | 48° 51′ 47″ nord, 2° 18′ 47″ est                                  |        |
| La Renommée des arts                                | Emmanuel Frémiet          | Pont Alexandre-III                                 | 7e     |      | | 48° 51′ 47″ nord, 2° 18′ 50″ est                                  |        |
| La Renommée au combat                               | Pierre Granet             | Pont Alexandre-III                                 | 8e     |      | | 48° 51′ 51″ nord, 2° 18′ 50″ est                                  |        |
| La Renommée de la guerre                            | Léopold Steiner           | Pont Alexandre-III                                 | 8e     |      | | 48° 51′ 51″ nord, 2° 18′ 48″ est                                  |        |
| Tête de cheval                                      |                           | Parc Georges-Brassens                              | 15e    |      | Haut-relief, ancien pavillon des abattoirs de Vaugirard                                                      | 48° 49′ 50″ nord, 2° 18′ 02″ est                                  |        |
| Tête de cheval                                      |                           | Parc Georges-Brassens                              | 15e    |      | Haut-relief, ancienne porte des abattoirs de Vaugirard remontée à l'angle des rues Brancion et des Morillons | 48° 49′ 56″ nord, 2° 18′ 10″ est                                  |        |
| Thésée combattant le centaure Biénor                | Laurent Marqueste         | Square Barye                                       | 4e     | 1894 | Statue fondue en 1942 ; coulée à nouveau en 2011                                                             | 48° 51′ 00″ nord, 2° 21′ 35″ est                                  |        |
| La Victoire sur un quadrige distribue des couronnes | Pierre Cartellier         | Palais du Louvre, cour carrée, aile est, extérieur | 1er    | 1810 | Bas-relief                                                                                                   | 48° 51′ 36″ nord, 2° 20′ 23″ est                                  |        |